# Hendrik Willem Groot Enzerink
 Hendrik Willem Groot Enzerink  (Warnsveld, 29 januari 1916 - Warnsveld, 12 januari 2001) was een Nederlandse verzetsstrijder tijdens de Tweede Wereldoorlog.

## Rol in verzet
Henk Groot Enzerink  was fietsenmaker te Vorden en actief in het verzet. Hij nam deel aan het verzet vanuit zijn gereformeerde geloofsovertuiging. Zijn verzetsnamen zijn ‘Karel van Vorden’, ‘Karel Tuin’ en ‘Karel Overijssel’.
Hij was betrokken bij de oprichting van de verzetsorganisatie "Landelijke organisatie voor hulp aan onderduikers" (de L.O.) onder leiding van Frits de Zwerver aan het eind van 1942. Begin 1943 stapt hij over naar de illegale pers: eerst naar Vrij Nederland en later naar Trouw, dat meer bij zijn gereformeerde principes past.  Als ‘Karel Overijssel’ zwerft hij voortaan door Noord-en Oost-Nederland. Zijn werk voor Trouw bestaat in hoofdzaak uit het vervoeren van zetsel, per trein van Apeldoorn naar Markelo, en vandaar ‘binnendoor’ op de fiets naar de drukkerij Heinen in Eibergen.

## Arrestatie
Kort voor de bevrijding fietst ‘Karel Overijssel’ van Enschede naar Zwolle. Het is vrijdag 16 maart 1945. Bij de Sassenpoort in de Overijsselse hoofdstad moet hij wachten op iemand van de organisatie van Trouw. Daar wordt hij gearresteerd door mannen van de SD. Hij heeft geluk. Op donderdag 5 april wordt hij uit zijn cel gehaald en in de haven van Zwolle op een boot gezet. Die komt niet verder dan Lutten. Zijn Duitse bewakers stoten er op Canadese bevrijders. In de chaos weet ‘Karel Overijssel’ te ontkomen. 
Anderen in zijn organisatie hebben minder geluk. Op 9 augustus 1944 worden 23 Trouwmedewerkers in het kamp Vught voor het vuurpeloton geplaatst. Elf mensen van Trouw worden in het voorjaar van 1945 in Bergentheim en omgeving opgepakt en opgesloten. Op 2 maart 1945 zijn deze mensen langs de weg van Varsseveld naar Aalten doodgeschoten.

## Oprichter dagblad Trouw
Na de oorlog was Groot Enzerink een van de oprichters van het Dagblad Trouw. Hij nam de fietsenzaak van zijn vader over (tot 1977) en overleed op 12 januari 2001 in Warnsveld. Hij werd 84 jaar.